# Bracon subcingillus
Bracon subcingillus är en stekelart som beskrevs av Vladimir Ivanovich Tobias 2000. Bracon subcingillus ingår i släktet Bracon och familjen bracksteklar. Inga underarter finns listade.